# Qissartoq
Qissartoq er den skaglering der samler skaglerne fra hundene i et grønlandsk slædehundespand, for at give et fælles træk til slæden.
Før i tiden blev der normalt anvendt en "ring" af remmesælskind, i dag bruges oftere en ring af skind med tovværk.